# Astragalus coccineus
Astragalus coccineus är en ärtväxtart som först beskrevs av Charles Christopher Parry, och fick sitt nu gällande namn av Townshend Stith Brandegee. Astragalus coccineus ingår i släktet vedlar, och familjen ärtväxter. Inga underarter finns listade i Catalogue of Life.

## Bildgalleri

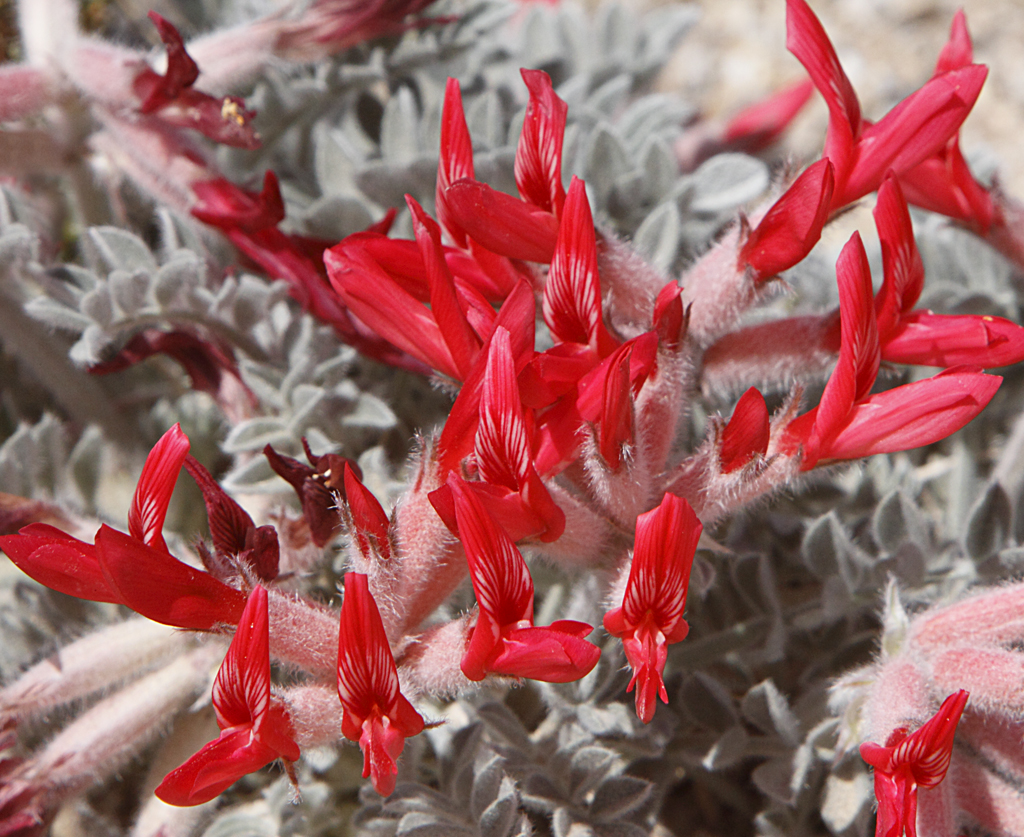
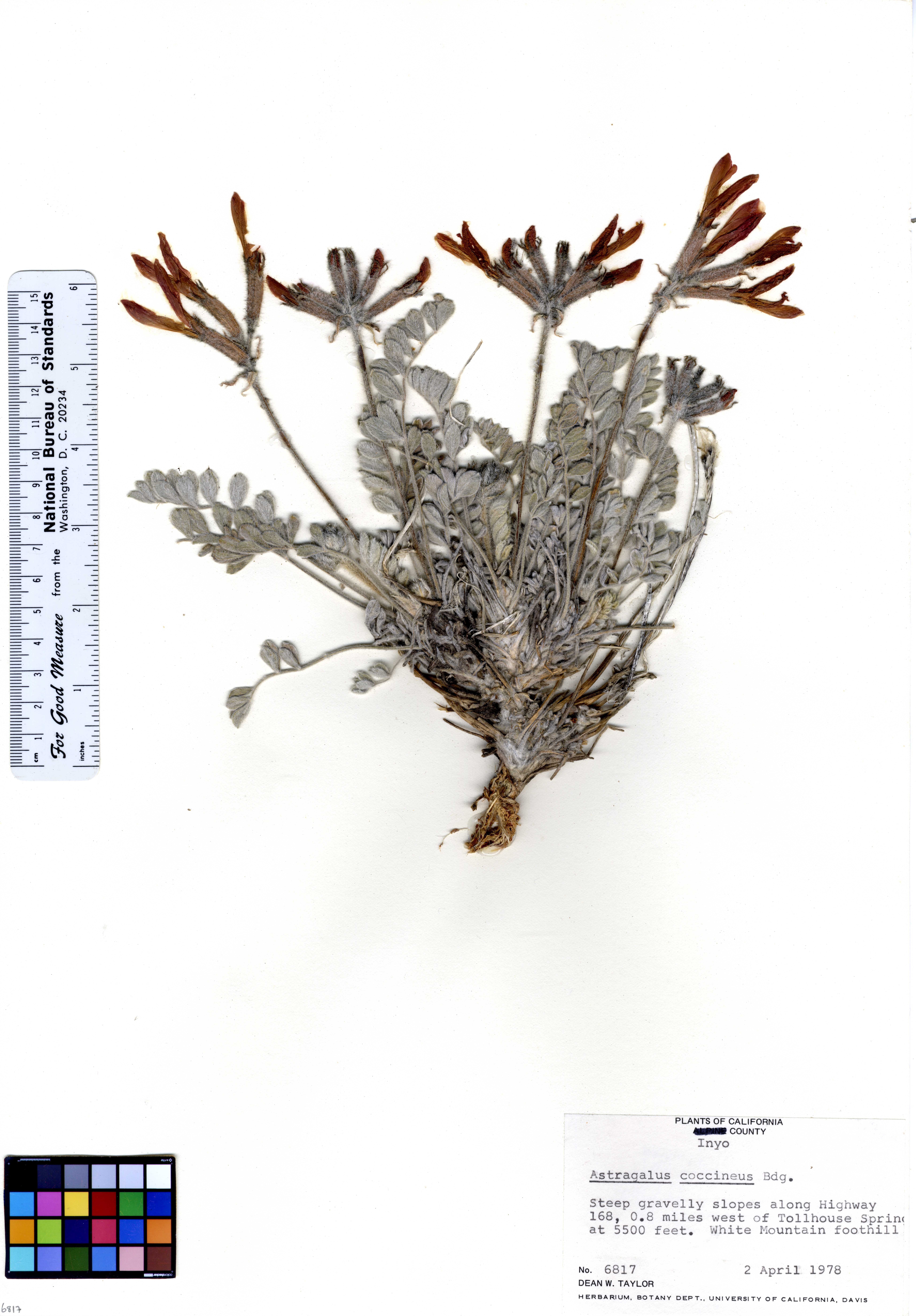